# Jerzmanowa (gmina)
Jerzmanowa – gmina wiejska w województwie dolnośląskim, w powiecie głogowskim. W latach 1975–1998 gmina położona była w województwie legnickim.
Siedziba gminy to Jerzmanowa.
Według danych z 31 grudnia 2010 r. gminę zamieszkiwały 3973 osoby. Natomiast według danych z 30 czerwca 2020 gminę zamieszkiwało 5269 osób.

## Struktura powierzchni
Według danych z roku 2002 gmina Jerzmanowa ma obszar 63,44 km², w tym:
- użytki rolne: 62%
- użytki leśne: 26%

Gmina stanowi 14,32% powierzchni powiatu.

## Demografia

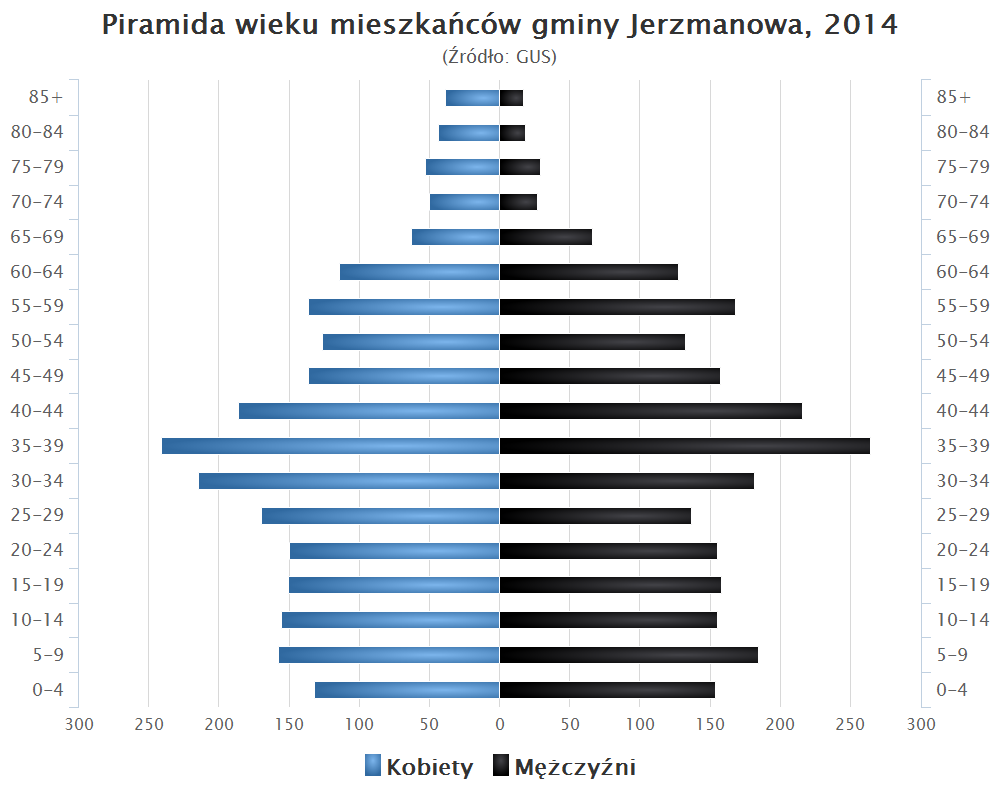
Piramida wieku mieszkańców gminy Jerzmanowa w 2014 roku

Dane z 30 czerwca 2004:
| Opis                              | Ogółem | Ogółem | Kobiety | Kobiety | Mężczyźni | Mężczyźni |
| --------------------------------- | ------ | ------ | ------- | ------- | --------- | --------- |
| jednostka                         | osób   | %      | osób    | %       | osób      | %         |
| populacja                         | 3061   | 100    | 1595    | 52,1    | 1466      | 47,9      |
| gęstość zaludnienia (mieszk./km²) | 48,3   | 48,3   | 25,1    | 25,1    | 23,1      | 23,1      |

## Sołectwa
Bądzów, Gaiki, Jaczów, Jerzmanowa, Kurowice, Kurów Mały, Łagoszów Mały, Maniów, Modła, Potoczek, Smardzów, Zofiówka
Miejscowość bez statusu sołectwa: Drogomin.

## Sąsiednie gminy
Głogów (miasto), Głogów (gmina wiejska), Grębocice, Polkowice, Radwanice, Żukowice

## Miasta partnerskie
- Glienicke-Rietz Neuendorf  Niemcy